# Васильев, Юрий Григорьевич
Юрий Григорьевич Васильев (род. 2 ноября 1963, Броды, Львовская область-07 мая 2013, Симферополь, Автономная Република Крым)— советский футболист, полузащитник.

## Биография
Юрий Васильев родился 2 ноября 1963 года в городе Броды Львовской области (сейчас на Украине).
Занимался футболом в симферопольской «Таврии».
Выступал на позиции полузащитника. В 1980 году впервые попал в заявку «Таврии», выступавшей в первой лиге, но ни разу не выходил на поле. В течение сезона провёл 11 матчей за симферопольский «Метеор», игравший в чемпионате Крымской области.
В 1981 году провёл 1 матч за «Таврию», вышедшую в высшую лигу. 16 августа в Баку он вышел в стартовом составе в поединке 26-го тура чемпионата СССР против «Нефтчи» (0:1) и был заменён на 25-й минуте.
В 1982 году, после того как «Таврия» вылетела в первую лигу, снова не провёл ни одной игры за главную команду. В дубле сыграл 40 матчей, забил 1 гол.
В 1983 году провёл за главную команду «Таврии» 2 матча, за дубль — 7 матчей.
В 1984 году снова был в заявке «Таврии», но ни разу не выходил на поле.
Сезоны 1985 и 1986 годов провёл в чемпионате Крымской области в составе симферопольского «Метеора».